# Critão de Heraclea
Critão de Heraclea (em grego: Κρίτων, em latim: Titus Statilius Crito) foi um médico-chefe grego do século II (c. 100 dC) e procurador do imperador romano Trajano (98–117) na campanha da Dácia. Ele é talvez o Critão mencionado nos epigramas de Martial.
Ele escreveu uma obra sobre Cosmética em quatro livros, muito populares na época de Galeno e que continham quase tudo o que havia sido escrito sobre o mesmo assunto por Heráclides de Tarento, Cleópatra e outros. O conteúdo de cada capítulo dos quatro livros foi preservado por Galeno, que frequentemente o cita. Criton escreveu também uma obra sobre Medicamentos Simples, cujo quarto livro é citado por Galeno; ele também é citado por Aécio e Paulo de Égina, e talvez seja a pessoa a quem uma das cartas de Apolônio de Tiana é endereçada.
Critão também tem um trabalho histórico, Getica, agora perdido sobre a história de Daco-Getae. Getica estava na base da própria obra de Trajano, Dacica (ou De bello dacico), sobre suas Guerras Dácias, que também está perdida. Ele é talvez o autor de uma obra sobre culinária, mencionada por Ateneu.
Como médico de Trajano, Critão criou uma mistura consumida diariamente pelo imperador.